# Waldfriedhof (Linz am Rhein)

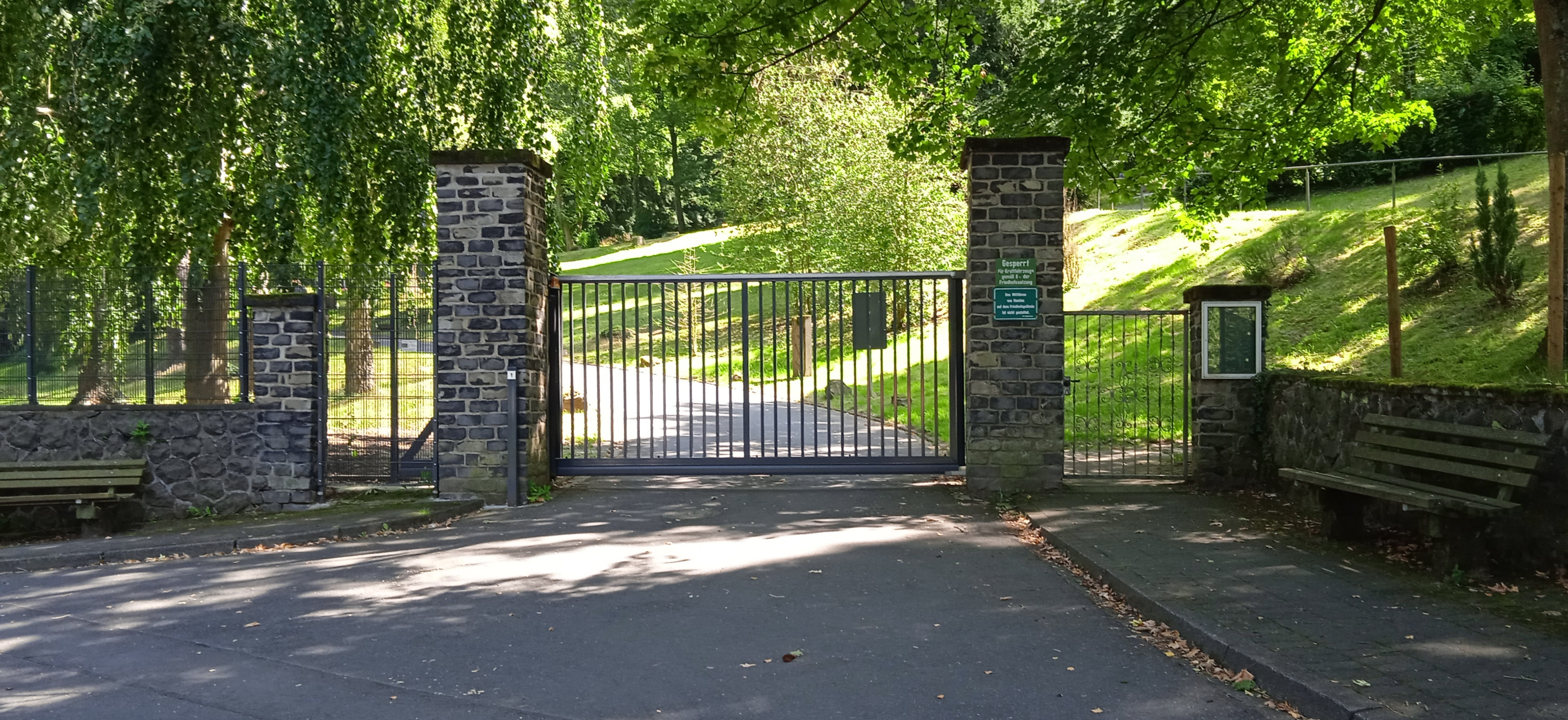
Haupteingang an der Asbacher Straße

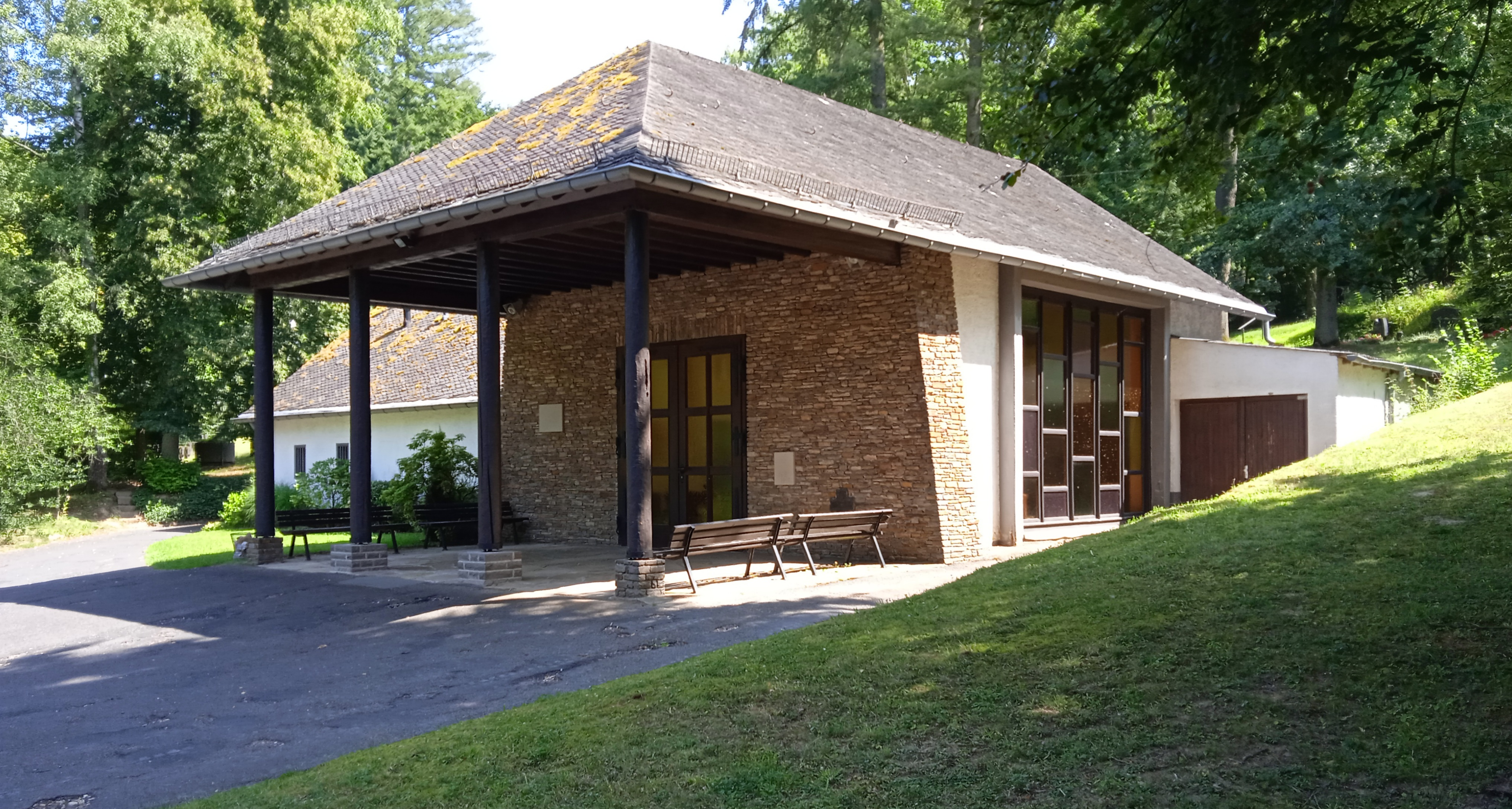
Friedhofskapelle

Der Waldfriedhof in Linz am Rhein, einer Stadt im Landkreis Neuwied in Rheinland-Pfalz, wurde 1935/36 angelegt.

## Lage
Der Waldfriedhof liegt am nordöstlichen Ortsausgang von Linz an der Asbacher Straße (Landesstraße 253) auf der südlichen Talseite des Sternerbachs und reicht von 100 bis auf gut 160 m ü. NHN. Nebeneingänge bestehen an der südwestlich angrenzenden Straße Miesgesweg.

## Geschichte
Der Friedhof entstand als Kommunalfriedhof der Stadt Linz als Ersatz für den aufgrund der Bodenverhältnisse nicht mehr nutzbaren katholischen Friedhof an der Pfarrkirche St. Martin nach Plänen des Bonner Gartenarchitekten Konrad Röthe auf einem ehemaligen Brauereigelände. Nach dem Beschluss zur Neuanlage des Waldfriedhofs durch den Stadtrat im Oktober 1934 wurde der erste von drei geplanten Bauabschnitten bis Juni 1935 vollendet und der Friedhof noch im selben Monat eröffnet. Die weitere Ausgestaltung und Fertigstellung des Friedhofs erfolgte bis 1936, wobei die ursprünglich geplante Errichtung einer Friedhofskapelle nach Plänen des Architekten Heinrich Mattar aufgrund fehlender Mittel noch unterblieb.
Bereits 1937 wurde der Friedhof für die Aufnahme 100 weiterer Grabstätten erweitert. Nach dem Zweiten Weltkrieg wurde hier ein Ehrenfriedhof für 180 Gefallene des Krieges geschaffen. 1950 kam es zu einer erneuten Erweiterung des Friedhofs und zu Bemühungen um eine einheitliche Gestaltung der Denkmäler auf dem Ehrenfriedhof. Im Zuge einer abermaligen Erweiterung wurde 1958/59 der Bau einer Friedhofskapelle nachgeholt. 1966 schuf der Volksbund Deutsche Kriegsgräberfürsorge auf dem Waldfriedhof eine neue Gedenkstätte für insgesamt 310 Opfer beider Weltkriege.

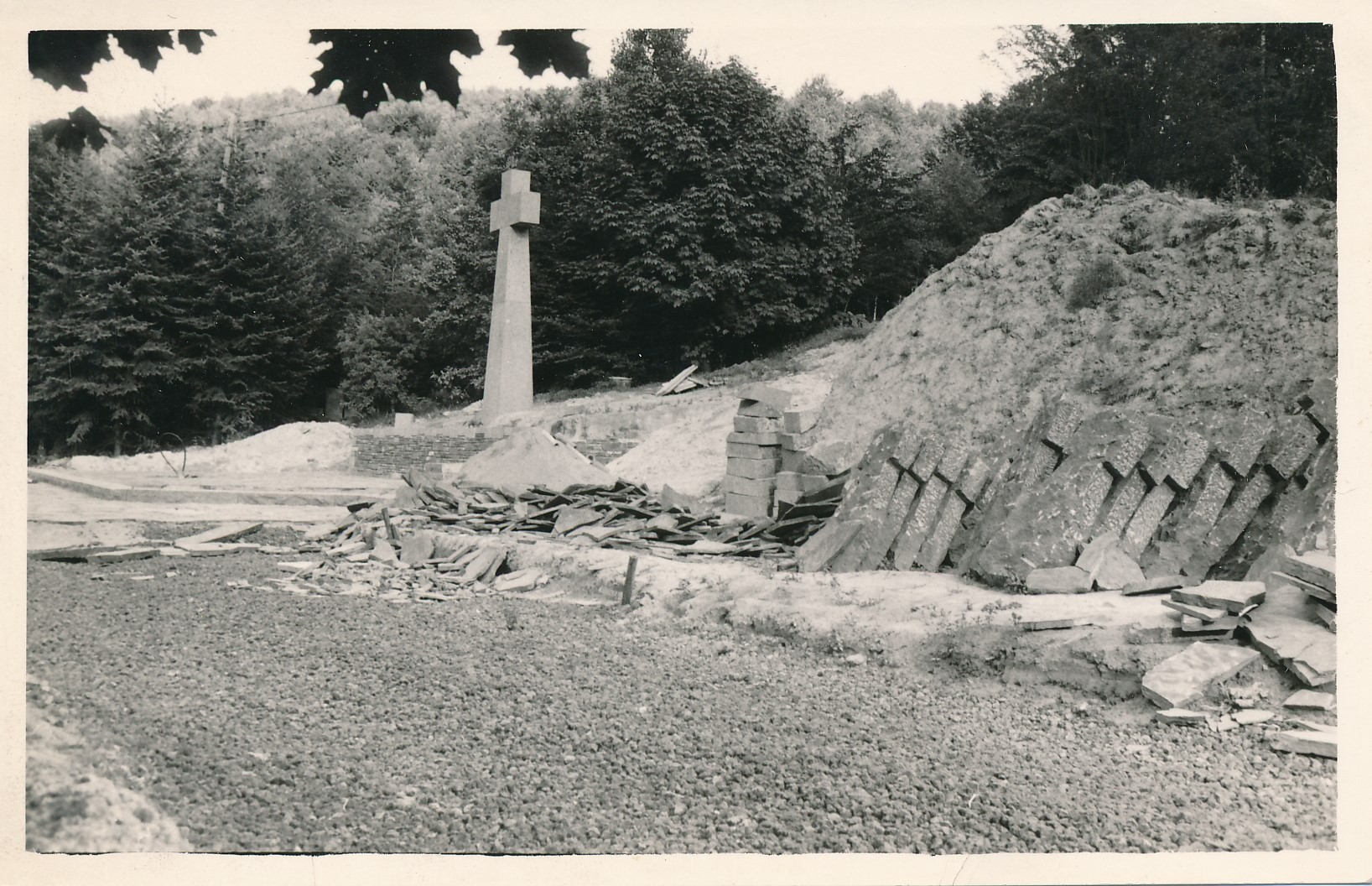
Neugestaltung des Ehrenfriedhofs auf dem Waldfriedhof (1966)

## Beigesetzte Persönlichkeiten
- Edgar Röhricht (1892–1967), General
- Theo Lück (1921–2012), Politiker
- Klaus-Jürgen Holzapfel (1930–2025), Verleger